# Konstantin Konga
Konstantin Kasimir Sidney Konga (Nacido como Konstantin Kasimir Sidney Klein, Berlín, 21 de mayo de 1991) es un jugador alemán de baloncesto. Mide 1,85 metros de altura y ocupa la posición de Base. Pertenece a la plantilla del MHP Riesen Ludwigsburg de la BBL alemana.

## Carrera
Klein, empezó´en el TuS Lichterfelde, jugó desde 2007 en el equipo juvenil del ALBA Berlín bajo las órdenes del entrenador Henrik Rödl en la liga de baloncesto de secundaria (NBBL). En su segunda temporada en el ALBA Junior, ganó junto con Niels Giffey, el título de campeón de la NBBL. En la siguiente temporada llegaron a la Final-Four pero perdieron contra Team Ehingen Urspring, en la que su actual compañero de equipo Kevin Bright, se llevó para Schwaben el título de campeón.
Logró el ascenso a la tercera categoría, la ProB. En la 2010/11 salvaron el descenso en los play-outs. En la temporada siguiente, la 2011/12 Klein, alcanzó quinto puesto con la selección juvenil alemana en el Campeonato Sub-20 de Europa de 2011, y jugó en el BiG Oettinger Rockets Gotha donde consiguió el ascenso a la 2.Basketball Bundesliga y jugó Play-offs y Copa, mientras que ALBA Berlin II perdió contra Skyliners Frankfurt II y bajó de categoría, a la Regionalliga. A la temporada siguiente fichó por Skyliners Frankfurt, teniendo doble licencia, en el filial y en el primer equipo, donde estuvo en todos los partidos menos dos. Skyliners quedaron en decimocuarto lugar y no entraron en Play-Offs. En la 2013/14, promedió más de 27 minutos por partido, a las órdenes de Gordon Herbert con el mismo número de victorias que la temporada anterior pero esta vez en undécimo lugar, aunque quedándose otra vez fuera de Play-Offs. En el verano de 2014 fue convocado por Henrik Rödl para la selección A2. En la EuroChallenge 2014/15, Klein jugó con los Skyliners por primera vez una competición internacional.